# Christian Kritzer
Christian Kritzer (* 9. Februar 1977 in Bruchsal) ist ein ehemaliger deutscher Fußballspieler.
Am 3. Januar 2006 wechselte der Defensivspieler zurück zum SSV Jahn Regensburg in die Regionalliga, bei dem er bereits in der Saison 2003/04 spielte, bevor er 2004 zum Karlsruher SC wechselte. In der Zeit davor spielte er beim  1. FC Saarbrücken (2002/03), den Stuttgarter Kickers (2000–2002), dem Karlsruher SC (1997–2000), dem SV 98 Schwetzingen (bis 1997) und dem 1. FC Bruchsal. In dieser Zeit absolvierte der 1,87 m große Defensivmann 129 Zweitligaspiele (4 Tore) und 127 (2 Tore) Regionalligapartien. Seit Oktober 2006 war der Spieler noch einige Jahre für seinen Heimatverein 1. FC Bruchsal und die SpVgg Durlach Aue aktiv.
Seit 2006 ist er als Trainer tätig, u. a. SpVgg Durlach Aue (Co-Trainer 1. Mannschaft Landesliga, A-Jugendtrainer Verbandsliga, Sportlicher Leiter), Karlsruher SC (Co-Trainer, Trainer A-Junioren Bundesliga), VfR Mannheim (Co-Trainer Oberliga Baden-Württemberg).
Mit den Mannschaften der KSC-Allstars, Scharinger&Friends und UNITAS setzt er sich für viele soziale Projekte in seiner Heimatregion ein.